# دوسان جوریچ
دوسان جوریچ (صربی: Душан Предраг Ђурић, Dušan Predrag Ðurić؛ زادهٔ ۱۶ سپتامبر ۱۹۸۴) بازیکن فوتبال بازنشسته اهل سوئد است.
از باشگاه‌هایی که در آن بازی کرده‌است می‌توان به باشگاه فوتبال هالمستاد، باشگاه فوتبال دالکورد، باشگاه ورزشی گایس، باشگاه فوتبال زوریخ، باشگاه فوتبال ارو، باشگاه فوتبال والنسین، و باشگاه فوتبال ادنسه اشاره کرد.
وی همچنین در تیم‌های ملی فوتبال زیر ۲۱ سال سوئد و سوئد بازی کرده‌است.